# Dvakačovice
Dvakačovice (en allemand : Dwakatschowitz) est une commune du district de Chrudim, dans la région de Pardubice, en République tchèque. Sa population s'élevait à 163 habitants en 2022.

## Géographie
Dvakačovice se trouve à 8 km au nord-est de Chrudim, à 11 km au sud-est de Pardubice et à 105 km à l'est-sud-est de Prague.
La commune est limitée par Kostěnice au nord et au nord-est, par Bořice à l'est, par Hrochův Týnec et Vejvanovice au sud, et par Úhřetice et Úhřetická Lhota à l'ouest.

## Histoire
La première mention écrite de la localité date de 1415.

## Galerie

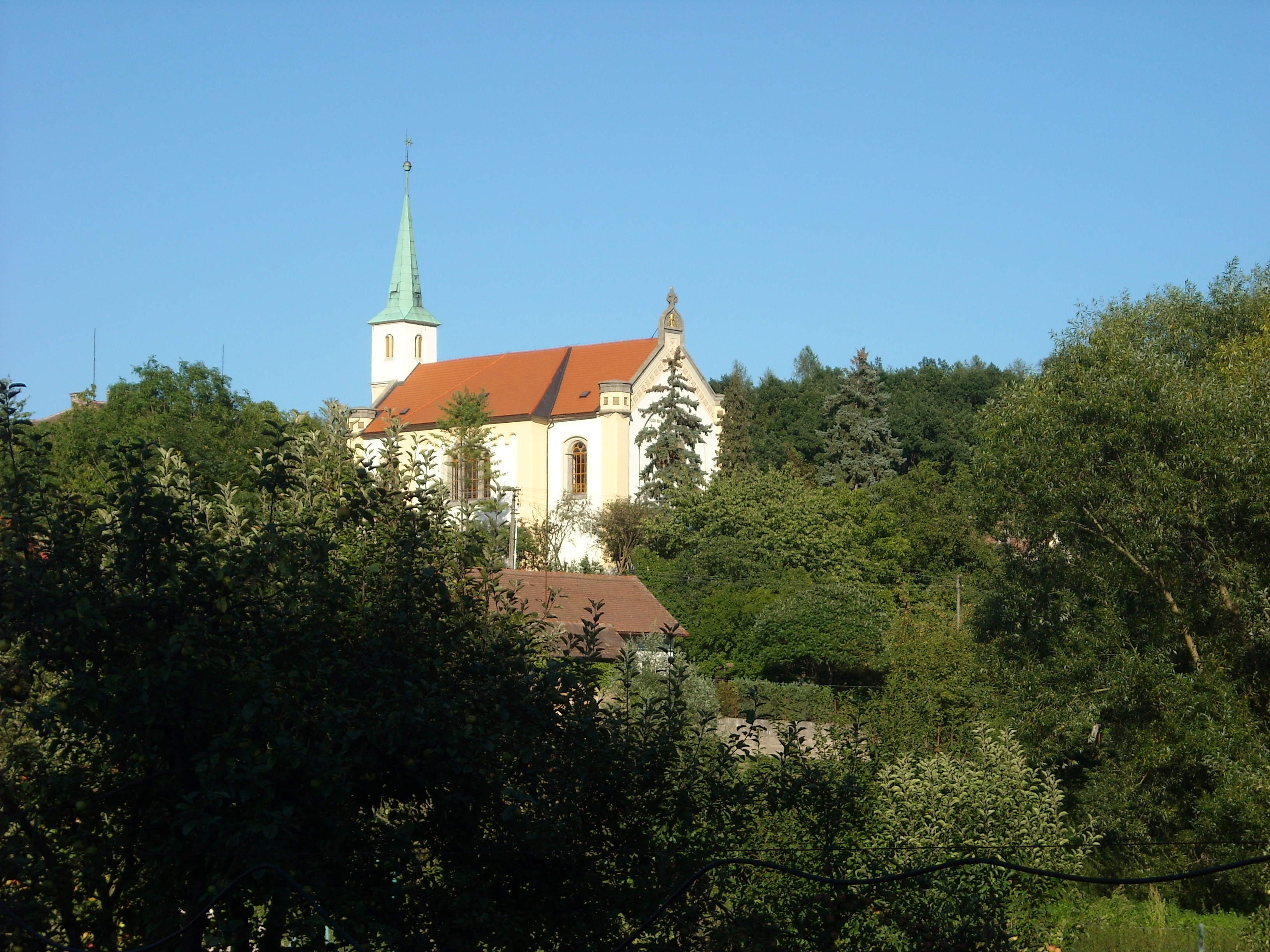
Église protestante.
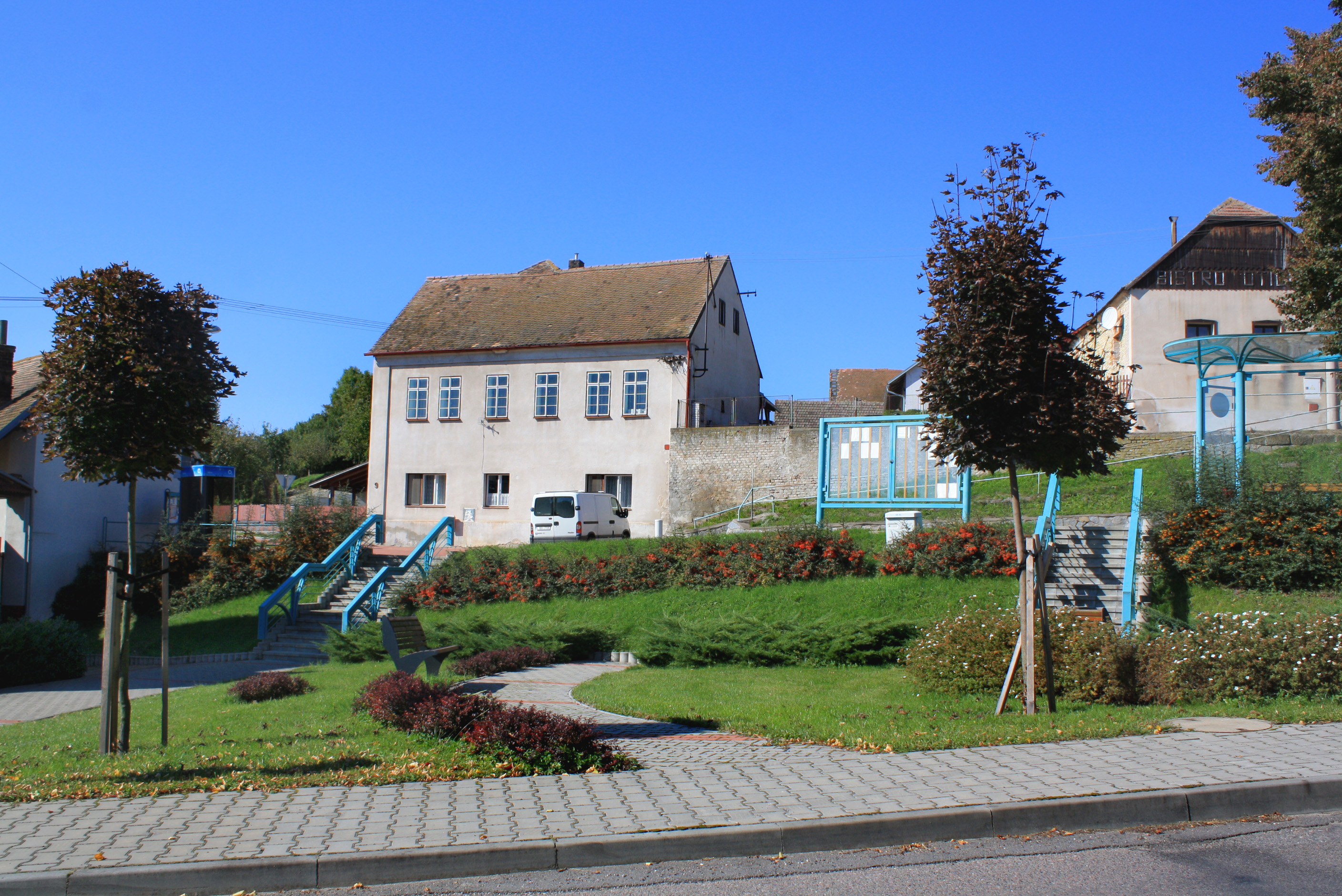
Centre de Dvakačovice.

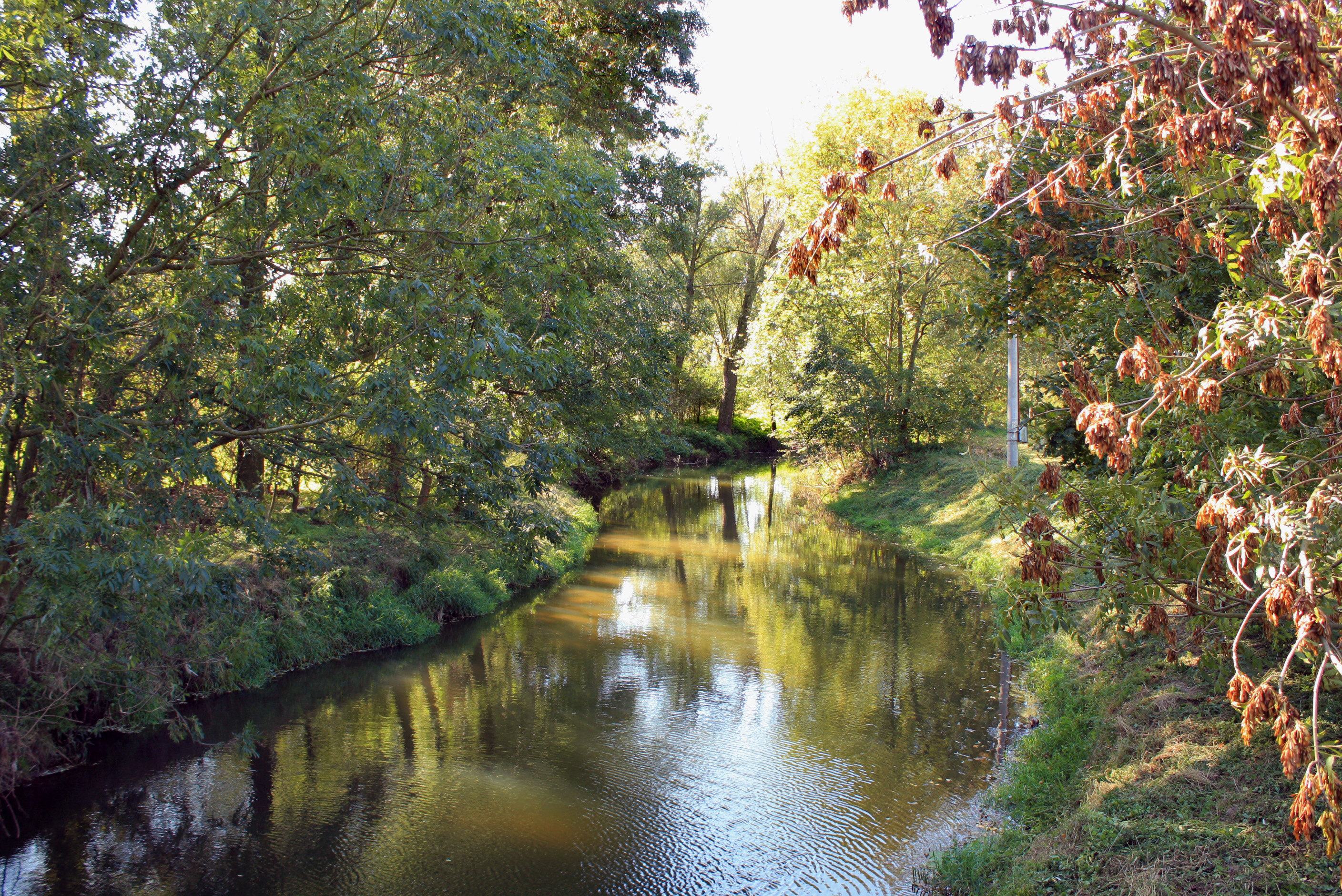
La rivière Novohradka.

## Transports
Par la route, Dvakačovice se trouve à 9 km de Chrudim, à 11 km de Pardubice et à 131 km de Prague. 